# Ciel (Saône-et-Loire)
Ciel korábbi község (település) Franciaországban, Saône-et-Loire megyében. 2025. január 1-jén Verdun-sur-le-Doubs községgel egyesült és Verdun-Ciel új község része lett.
Lakosainak száma 896 fő (2022. január 1.). Ciel Les Bordes, Saint-Didier-en-Bresse, Saint-Martin-en-Bresse, Saint-Maurice-en-Rivière, Saunières, Sermesse, Toutenant és Verdun-sur-le-Doubs községekkel határos.

## Népesség
A település népességének változása:
| Lakosok száma | 814  | 786  | 787  | 769  | 767  | 851  | 866  | 881  | 896  |
|               | 2013 | 2015 | 2016 | 2017 | 2018 | 2019 | 2020 | 2021 | 2022 |